# Caligo euphorbus
Espèce
Caligo euphorbus est une espèce de lépidoptères (papillons) de la famille des Nymphalidae, de la sous-famille des Morphinae et du genre Caligo.

## Dénomination
Caligo euphorbus a été décrit par Cajetan Freiherr von Felder et Rudolf Felder en 1862 sous le nom initial de Pavonia superbus.

### Sous-espèces
- Caligo euphorbus euphorbus
- Caligo euphorbus menoetius Staudinger, 1887[1].
- Caligo euphorbus alukuma Brévignon, 2005[2].

### Nom vernaculaire
Caligo euphorbus se nomme Euphorbus Giant Owl en anglais.

## Description
Le revers est ocre doré marbré de gris argent avec un très gros ocelle noir cerclé de jaune sur chaque aile postérieure mimant les yeux d'un hibou ou d'une grenouille arboricole.

## Écologie et distribution
Caligo euphorbus est présent en Bolivie, au Pérou, au Brésil et en Guyane.

### Protection
Pas de statut de protection particulier.